# Inner Heat
Inner Heat je dosud nevydané studiové album americké rockové hudební skupiny Frijid Pink. Album bylo nahrané v letech 2001-2002, v době svého reunionu. Skupina byla zvou obnovena v roce 2007, ale album zatím vydat neplánuje.

## Seznam skladeb
1. "God Gave Me You" - 5:06
2. "Dangerous Word" - 4:51
3. "Brother" - 3:21
4. "For You" - 3:06
5. "Fade Away" - 3:46
6. "Can You See Me" - 3:54
7. "Cold City" - 4:56
8. "Inside Out" - 3:22
9. "Lonely Amy" - 4:28
10. "Change" - 2:48
11. "It's Up To You" - 4:16
12. "Layne" - 4:30
13. "My Sanity" - 3:17
14. "When I'm Needed" - 4:04
15. "Cold City" (Alternate Version) - 4:31

## Sestava
- Fate Dotson - zpěv
- Randy Mac - kytara
- Terry Stafford - baskytara
- Tim Adkins - klávesy, doprovodný zpěv
- Bill Gordon - bicí, perkuse